# Per Gahrton
Carl Per Gunnar Gahrton (2. února 1943 Malmö – 19. září 2023 Hörby) byl švédský politik a spisovatel. V letech 1976 až 1979 byl členem švédského parlamentu za Liberální lidovu stranu, následně byl za Stranu zelených jejím členem také v letech 1988 až 1991 a znovu v letech 1994 až 1995. Později byl v letech 1995–2004 členem Evropského parlamentu.

## Kariéra
Na počátku své kariéry byl v roce 1969 zvolen předsedou mládežnické a studentské organizace při Liberální lidové straně. V roce 1971 byl v této funkci zpochybněn Larsem Leijonborgem kvůli ideologickým neshodám, Leijonborg jej následně po těsném vítězství ve funkci předsedy vystřídal. V roce 1976 se stal poslancem švédského parlamentu za Liberální lidovou stranu. V roce 1979 byl znovu zvolen, avšak ještě téhož roku parlament i stranu opustil, přičemž vyjádřil zklamání z parlamentní byrokracie. V roce 1981 se stal jedním ze zakladatelů švédské Strany zelených a po mnoho let patřil k jejím nejvýraznějším členům; byl jedním z mála členů nové strany, kteří měli předchozí zkušenosti s profesionální politikou. V letech 1984–1985 působil jako jeden ze dvou mluvčích strany. Za Stranu zelených byl poslancem parlamentu v letech 1988–1991 a znovu v období 1994–1995. V letech 1995–2004 byl za stranu poslancem Evropského parlamentu.
Gahrton byl otevřeným euroskeptikem a patřil mezi hlavní zastánce odmítavého postoje v referendu o členství Švédska v Evropské unii v roce konaného v roce 1994 (ve kterém nakonec zvítězila strana podporující vstup). V roce 2006 byl zproštěn obvinění z řízení pod vlivem alkoholu, ze stejného důvodu byl obviněn ještě v roce 2015.
V prosinci 2008 ostře kritizoval návrh Evropské unie s názvem „Pokyny pro posílení struktur politického dialogu s Izraelem“, o němž tvrdil, že má ve skutečnosti za cíl vytvoření „bezpečnostního paktu s Izraelem“. Uvedl také, že vzhledem k „dobře známému izraelskému umění lobbingu a ovlivňování veřejného mínění ve světě není přehnané tvrdit, že od nynějška bude blízkovýchodní politika EU fakticky vypracovávána, dokonce spolupisována Izraelem.“

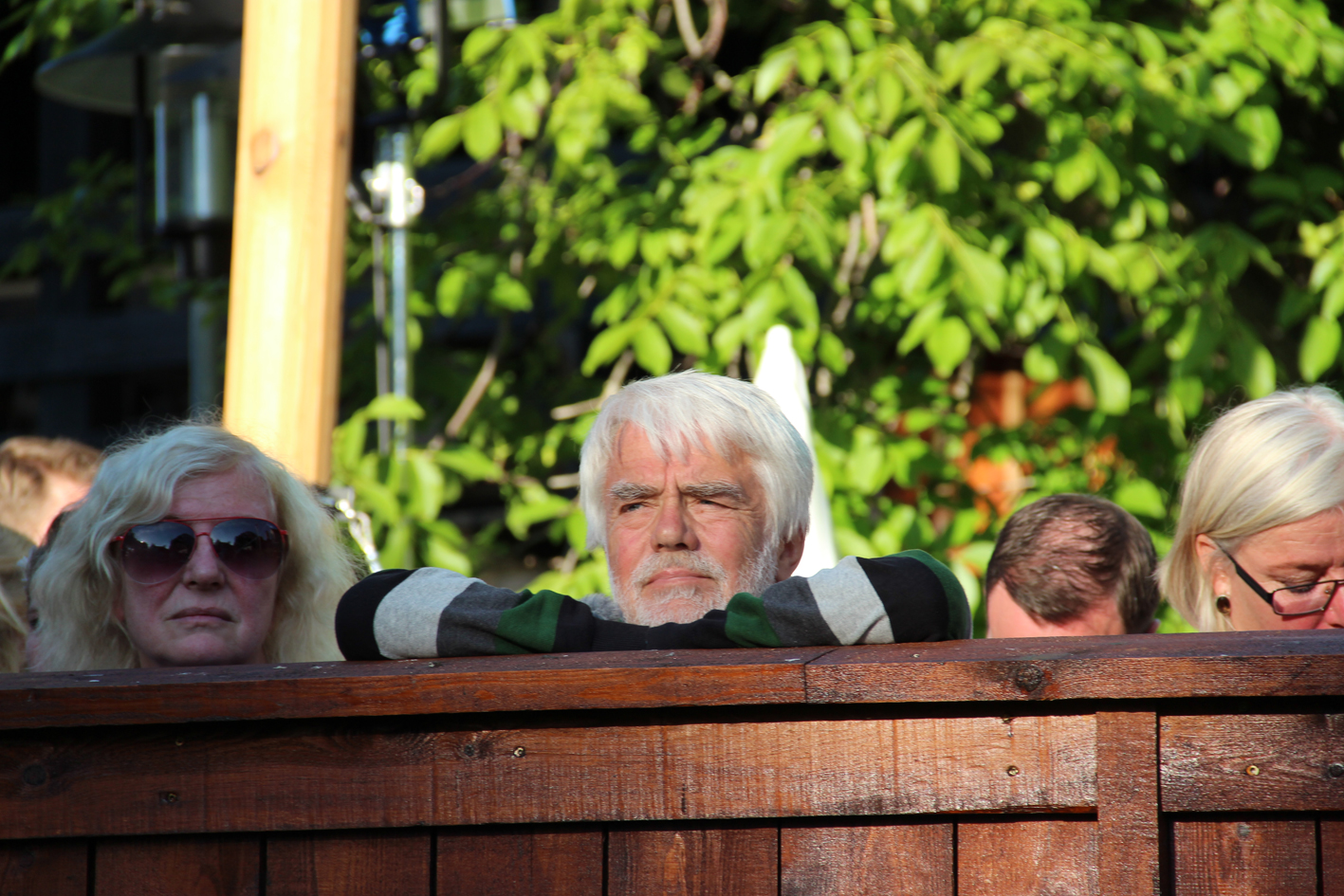
Gahrton na Almedalsveckan 2013

V březnu 2009 se Gahrton zúčastnil rozsáhlé demonstrace proti zápasu Davisova poháru mezi Švédskem a Izraelem v Malmö. Na základě rozhodnutí místních politiků se utkání hrálo za zavřenými dveřmi, k čemuž Gahrton uvedl, že toto rozhodnutí již demonstrantům přineslo určitý úspěch, a prohlásil: „Pomohli nám stateční politici v Malmö. Děkujeme jim za to.“
K roku 2010 zastával funkci předsedy Švédské asociace solidarity s Palestinou. Jako poslanec Strany zelených prosazoval názor, že Olof Palme byl zavražděn izraelskými silami s cílem zablokovat mírové zprostředkovatelské pokusy na Blízkém východě.
Je také také autorem knihy Life and Death in the European Parliament, která je částečně politickým thrillerem a částečně memoáry. Publikace byla kolegy z parlamentu kritizována jako průhledná napodobenina románu Šifra mistra Leonarda od Dana Browna, který tehdy dominoval švédským žebříčkům bestsellerů. Gahrton byl obviněn, že se snaží přiživit na Brownově úspěchu, a nakonec byl nucen knihu rozdávat zdarma.

## Osobní život
Označoval se za Žida podle tradiční židovské definice, jelikož jeho mateřská linie, prostřednictvím matky své matky, byla židovského původu. V letech 1976–1980 byl ženatý s Marií Ståhlnackeovou, společně měli dceru. Později žil s dánskou profesorkou Drude Dahlerupovou.
Garthon zemřel v obci Hörby dne 19. září 2023 ve věku 80 let.

### Lex Garthon
V roce 1983 získal doktorát z filozofie v oboru sociologie na Lundské univerzitě s disertační prací pod názvem „Riksdagen inifrån: en studie av parlamentarisk handfallenhet inför ett samhälle i kris“ (Riksdag zevnitř: studie o bezradnosti parlamentu tváří v tvář společnosti v krizi). Hodnotící komise byla při obhajově názorově silně rozdělena a hlasování skončilo poměrem 3:2 pro schválení disertační práce. Jedním z těch, kteří hlasovali pro, byl Gahrtonský školitel, profesor sociologie Joachim Israel. Na základě všeobecných diskusí, které vyvolala Gahrtonova disertace, byla změněna vysokoškolská vyhláška tak, aby většina členů hodnotící komise musela působit na jiných institucích než na té, kde disertace vznikla. Toto opatření se stalo známým jako „Lex Gahrton“.

## Publikace
- Gahrton, Per, Life and Death in the European Parliament.[10] ISBN 978-91-631-5291-7 (2004)
- Gahrton, Per, Georgia. London: Pluto Press.[11] ISBN 978-0-7453-2859-1 (2010)